# باتريسيو جالاز
باتريسيو جالاز (بالإسبانية: Patricio Galaz)‏ هو لاعب كرة قدم تشيلي في مركز الهجوم، ولد في 31 ديسمبر 1976 في سانتياغو في تشيلي. شارك مع منتخب تشيلي تحت 17 سنة لكرة القدم ومنتخب تشيلي لكرة القدم. أما مع النوادي، فقد لعب مع ديبورتيس أنتوفاغاستا وسبورت أنكاش ونادي أتلانتي ونادي أونيفرسيداد دي تشيلي ونادي أونيفرسيداد كاتوليكا ونادي بالستينو ونادي كوكيمبو أونيدو ونادي ميلوناريوس.

## وصلات خارجية
- باتريسيو جالاز على موقع الاتحاد الدولي (مؤرشف)  (الإنجليزية)
- باتريسيو جالاز على موقع قاعدة بيانات كرة القدم.إي يو (الإنجليزية)
- باتريسيو جالاز على موقع ناشيونال فوتبول تيمز (الإنجليزية)
- باتريسيو جالاز على موقع Soccerway.com (الإنجليزية)